# Francesco Montenegro
Francesco kardinál Montenegro (* 22. května 1946, Messina) je italský římskokatolický kněz a arcibiskup Agrigenta.

## Život
Po základní a střední škole vstoupil do Arcibiskupského semináře sv. Pia X. ve svém rodném městě, zde studoval filosofii a teologii. Na kněze byl vysvěcen 8. srpna 1969 arcibiskupem Francescem Fasolou. V letech 1969 až 1971 navštěvoval kurzy pastorální teologie v Ignatianum v Messině. Po svěcení vykonával kněžskou službu ve svém městě a později byl osobním sekretářem arcibiskupů Francesca Fasoly a Ignazia Cannava. V letech 1988-1998 byl knězem farnosti svatého Klementa v Messině. Dále působil jako ředitel diecézní charity (Caritas), místní delegát Caritas a regionální reprezentant Národní Caritas, diecézní asistent Italského sportovního centra, generální pro-vikář arcidiecéze Messina–Lipari–Santa Lucia del Mela a od roku 1998 je kanovníkem protometropolitní kapituly Messiny.
Dne 18. března 2000 jej papež Jan Pavel II. jmenoval pomocným biskupem arcidiecéze Messina–Lipari–Santa Lucia del Mela a titulárním biskupem z Aurusuliany. Biskupské svěcení přijal 29. dubna 2000 z rukou arcibiskupa Giovanniho Marry a spolusvětiteli byli arcibiskup Ignazio Cannavò a biskup Francesco Sgalambro.
Tuto funkci vykonával do 23. února 2008, kdy byl ustanoven metropolitním arcibiskupem Agrigenta. Dne 29. června 2008 přijal v Bazilice svatého Petra pallium.
Dne 14. února 2015 jej papež František na konzistoři jmenoval kardinálem s titulem kardinál-kněz ze Santi Andrea e Gregorio al Monte Celio.